# Переплёт
Переплёт — совокупность элементов бумажного издания, предназначенных для объединения отдельных страниц в единый блок, их защиты от механических повреждений, наружного художественного оформления издания при помощи обложки. Упрощённым способом защиты книжного блока (особенно для изданий с небольшим числом страниц) является подшивка обложки. Также переплётом называют деятельность по его созданию.

## Назначение
Переплёт появляется в Европе в I в. н. э. в связи с появлением кодексов — рукописных книг на пергаменте. Сперва выполнявший только защитную функцию, переплёт вскоре стал важным элементом оформления книги. Современный переплёт также может быть задействован в рекламно-информационных целях.

## Конструкция и типы переплётов
Переплёт состоит из переплётной крышки и приклеенных к ней дополнительных функциональных элементов, таких как форзацы, марлевые клапаны и каптал.
Различают два основных конструктивных типа переплёта — цельный и составной. Переплёт бывает мягкий (гибкий) и жёсткий, обрезной и с кантом, интегральный.
Переплёты подразделяют на следующие типы:

№ 1 — цельнокартонный обрезной;

№ 2 — цельнокартонный с кантом;

№ 3 — цельнотканевый мягкий обрезной;

№ 4 — цельнобумажный жёсткий с кантом;

№ 5 — составной с тканевым корешком и со сторонками, крытыми обложечной бумагой;

№ 6 — цельнотканевый мягкий с кантом;

№ 7 — цельнотканевый жёсткий с кантом;

№ 8 — составной с кантом, со сторонками, крытыми одним видом ткани, и с корешком из др. вида ткани;

№ 9ж — пластмассовый жёсткий из двух слоёв эластичного пластика, между которыми проложены картонные сторонки;

№ 9м — пластмассовый мягкий из одного слоя эластичного пластика;

№ 9пж — пластмассовый полужёсткий из слоя эластичного пластика, с внутренней стороны которого приварены сторонки из жёсткого пластика.

## Выполнение классического переплёта книги, сшиваемой из тетрадей

### Складывание (фальцовка)
Книги печатаются в типографии листами, на которых помещается, в зависимости от формата, от четырёх до 64 страниц. Некоторые форматы имеют собственные названия:
- 4 страницы на листе — in folio («в лист») или «в полулист», печатный лист перегибается один раз, давая два листика;
- 8 страниц на листе — in quarto («в 4-ю долю»), два сгиба, 4 листика;
- 16 страниц на листе — in octavo («в 8-ю долю»), три сгиба, 8 листиков.

Каждый печатный лист книги, чтобы не путать его с другими, маркирован сигнатурой, то есть номером по порядку, внизу на правой стороне под страницей с наименьшим на этом листе номером. Такие печатные листы складываются (фальцуются) в тетради так, что сигнатура оказывается в начале тетради.
Фальцовка может производиться как вручную, так и машинами. При фальцовке вручную следят за совмещением печати разных страниц на просвет.
После фальцовки листы спрессовывают на винтовых прессах, пропусканием между валками или вручную уколачивают на гладкой подставке плоским молотом.

### Сшивание
Сфальцованные и сложенные по порядку листы могут быть сшиты временно, иначе говоря, сброшюрованы, для отправки в магазины или владельцам, которые затем будут заказывать собственный переплёт.
Постоянная сшивка может быть осуществлена
- на шнуры
  - с пропилкой корешков, чтобы шнуры входили заподлицо;
  - без пропилки, когда шнуры выступают из корешка;
- на ленты, тесьмы или кожаные ремни (для крупных форматов, тяжёлой бумаги, атласов, альбомов и гроссбухов)[6].

Перед сшивкой первая и последняя тетради прикрепляются к бумажным форзацам, при этом в лучших переплётах форзацы пришиваются вместе с тетрадями, а при более низком качестве лишь приклеиваются краем.
После сшивки книжный блок укладывают на край стола прямо и ровно, слегка прижимают дощечкой и небольшим грузом и промазывают клеем.

### Обрезка, обработка корешка и окраска обрезов
Обрезка книг вручную производится в специальных тисках при помощи ножа, закреплённого в направляющей колодке (гобель). При этом книги, обрезы которых не предполагается золотить, обрезают сразу после проклейки, а под золочение передний (противоположный корешку) обрез делается после округления корешка, чтобы он получился плоским. При обрезке отрезаются все сгибы, кроме корешкового, и листы книги полностью разделяются.
Для того, чтобы корешок не выворачивался наизнанку, а нижние внешние углы страниц не оседали и не ложились на полку (что ведёт к их истиранию), ему придают выпуклую форму, иногда доходящую до полуокружности. После округления корешки оклеивают бумагой.
Белые обрезы книг при использовании заметно пачкаются, поэтому обрезы книг окрашивают или золотят. Окраска может быть однотонной, крапчатой или под мрамор.

### Пришивание капталов
Углы листов у корешка защищают от повреждений при помощи каптала. Классический каптал представляет собой матерчатую ленту, сложенную вдвое, в сгиб которой вложен шнур. Шнур может выпускаться за края каптала и потом приклеиваться к переплётным крышкам, дополнительно укрепляя книгу. Совсем старая конструкция каптала состоит из шнура, оплетённого нитками, которыми он одновременно пришивается к сшитому блоку.

### Переплётные крышки и отстав
Крышками называют листы картона (для очень больших книг деревянные дощечки), которые приклеиваются к шнурам (лентам, ремням), на которых сшита книга. Отстав представляет собой сплющенную трубку из плотной бумаги, наклеенную на корешок, которая придаёт форму корешку. Для украшения на отстав нередко наклеивают полоски картона — бинтики — имитирующие шнуры, на которых книга сшита. Связано это с тем, что старинные книги сшивались без пропилки и оклеивались кожей непосредственно, без отстава, отчего шнуры образовывали на корешке валики.

### Покрышка
Покрышкой называют материал, которым оклеивают крышки переплёта и отстав. Используются:
- кожа;
- бумага;
- коленкор:
  - тиснёный;
  - гладкий;
- ткани (шёлк, бархат);
- пергамент (редко).

Кожаные переплёты бывают:
- цельнокожаные, когда вся книга покрывается одним куском кожи;
- полукожаные, когда кожей оклеивают только корешок и углы крышек.

Особое место среди кожаных занимают покрышки из человеческой кожи, так называемый антроподермический переплёт.
Поверх покрышки книги дополнительно могут быть украшены окладом и снабжены застёжками (особенно очень большие книги, например, церковные).
На покрышке выполняется тиснение (в том числе серебром и золотом) названия книги, герба владельца, узоров и орнаментов.

## Название на корешке переплёта
Традиция подписывать книги сбоку возникла только в XVI веке, а первые надписи наносились поперёк корешка. Название книги на корешке переплёта печатали сверху вниз. Книг было мало, их хранили в стопках и читателям так было удобно прочесть название.
Традиция подписывать корешок снизу вверх более новая, она связана с размещением книг на книжных полках. Читать снизу вверх удобнее, чем наоборот, потому что это направление больше соответствует европейской традиции письма слева направо.
В Великобритании и США по-прежнему принято печатать название книг на корешке сверху вниз. В странах континентальной Европы и в России принято печатать название книг на корешке снизу вверх.
5 июня 2002 года Межгосударственный совет по стандартизации, метрологии и сертификации (в который входят все постсоветские государства, кроме прибалтийских) принял межгосударственный стандарт ГОСТ 7.84-2002 «Издания, обложки и переплёты. Общие требования и правила оформления». В России этот стандарт действует с 1 января 2003 года. Пункт 6.2 этого стандарта предусматривает, что «сведения на корешке печатают […] сверху вниз». Однако в России, как правило, названия на корешке печатают по-прежнему снизу вверх.